# Luzón
Luzón település Spanyolországban, Guadalajara tartományban. Luzón Arcos de Jalón, Maranchón, Ciruelos del Pinar, Mazarete és Anguita községekkel határos. Lakosainak száma 58 fő (2024).

## Népesség
A település népessége az utóbbi években az alábbiak szerint változott:
| Lakosok száma | 82   | 80   | 72   | 75   | 77   | 75   | 66   | 68   | 65   | 58   |
|               | 2001 | 2004 | 2006 | 2009 | 2011 | 2014 | 2016 | 2019 | 2021 | 2024 |